# Притча о мытаре и фарисее
При́тча о мы́таре и фарисе́е — одна из известных притч Иисуса Христа, записанная в Евангелии от Луки. В ней рассказано о важности искреннего покаяния и обличении гордыни.

## Текст притчи
| Синодальный перевод |  | Новый русский перевод Библейского общества, 2010 год |
| Сказал также к некоторым, которые уверены были о себе, что они — праведны, и уничижали других, следующую притчу: два человека вошли в храм помолиться, один — фарисей, а другой — мытарь. Фарисей, став, молился сам в себе так: Боже! благодарю Тебя, что я — не таков, как прочие люди: грабители, обидчики, прелюбодеи или как этот мытарь, пощусь два раза в неделю, даю десятую часть из всего, что приобретаю. Мытарь же, стоя вдали, не смел даже поднять глаз на небо, но, ударяя себя в грудь, говорил: Боже! будь милостив ко мне грешнику! Сказываю вам, что сей пошёл оправданным в дом свой более, нежели тот, ибо всякий, возвышающий сам себя унижен будет, а унижающий себя возвысится. |  | Тем, кто был уверен в собственной праведности и с презрением смотрел на других, Иисус рассказал такую притчу: — Два человека пришли во двор храма помолиться. Один из них был фарисей, а другой — сборщик налогов. Фарисей, встав, молился о себе так: «Боже, благодарю Тебя, что я — не такой, как другие люди: воры, мошенники, неверные супруги или как этот сборщик налогов. Я пощусь два раза в неделю и даю десятину со всякого дохода». А сборщик налогов, стоя вдали, не смел даже глаз к небу поднять, но бил себя в грудь и говорил: «Боже, будь милостив ко мне, грешнику». Говорю вам, что именно этот человек пошёл домой оправданным перед Богом, а не первый. Потому что каждый, возвышающий себя будет унижен, а каждый принижающий себя будет возвышен. |
| (Лк. 18:9—14) |  | |

## Толкование
В тексте Евангелия сказано, что притча о мытаре и фарисее была адресована Спасителем людям, которые хвалятся своей праведностью и уничижают других, считая их ниже себя. Поэтому её цель — показать, что никому не следует судить о своей праведности, исходя из собственных на этот счёт представлений и относиться к другим с презрением.
Джон МакАртур отмечает, что притча о мытаре и фарисее иллюстрирует, как грешник, абсолютно не имеющий личной праведности, может быть признан праведным перед Богом, благодаря действию веры и покаяния. Уверенность же во врождённой праведности является тщетной надеждой, влекущей за собой осуждение (ср. Рим. 10:3; Флп. 3:9).
Блаженный Феофилакт раскрывает смысл этой притчи так: «Праведность, хотя бы она заслуживала удивления в прочих отношениях и приближала человека к Самому Богу, но если допустит до себя высокомерие, низвергает человека на самую низшую ступень и уподобляет его бесу».
Итак, образом человека, полагающегося на свою праведность и превозносящегося ею, в притче выступает фарисей, пришедший помолиться в Храм.

Фарисей, став, молился сам в себе так: Боже! благодарю Тебя, что я не таков, как прочие люди: грабители, обидчики, прелюбодеи или как этот мытарь.
— Лк. 18:11
Из слов обращения фарисея к Богу получается, что цель его — это не молитва, а сообщение о своём благородстве. Согласно комментарию Даласской семинарии, мерилом праведности фарисею служили другие люди. Однако, все зависит от того, с кем мы сравниваем себя. И если мы сопоставляем свою жизнь с жизнью Иисуса Христа и со святостью Божией, нам останется лишь сказать: Боже! Будь милостив ко мне грешнику.
Мытарь, также пришедший в Храм, просит милости по отношению к себе, кается, бьёт себя в грудь и даже не смеет поднять глаза на небо, хотя последнее было обыкновенно для иудейской молитвы. Движения мытаря изобличают глубокое раскаяние в своих грехах. Молитва его — предельно кратка, потому что страх и стыд не позволяли ему сказать больше.
За всё это мытарь вышел из Храма более оправданным, чем фарисей, «ибо нечист пред Господом всякий высокородный, и Господь гордым противится, а смиренным даёт благодать» (Прит. 3:34).
Так Господь напомнил Своим слушателям, что в противоположность внешним человеческим проявлениям праведности смиренный дух — более приятен Богу, а гордость умаляет высоту любого подвига.

## Толкования
- Хотя эту историю называют «притчей», однако никаких аналогий здесь нет. Это, скорее, описание различных характеров и высказываний тех, кто гордо оправдывает себя и тех, кто смиренно осуждает себя, а также их различных положений перед Богом. Это факты из повседневной жизни (толкование Мэтью Генри).
- Целью притчи, несомненно, было несколько понизить сознание собственного достоинства среди учеников Христа («избранные» — стих 7) и научить их смирению. К фарисеям же Христос не мог обратиться с притчей, в которой прямо выводится фарисей. Притом фарисей, выведенный в притче, вовсе не показался бы фарисеям заслужившим осуждение от Бога, его молитва должна была им казаться совершенно правильной (толковая в Библии Лопухина).
- Два человека вошли в Храм помолиться… Это не был час общей молитвы; они пришли в Храм для личного поклонения Богу, как обычно поступали благочестивые люди в то время, когда Храм был не только местом, но и средством совершения богослужения. Бог обещал в ответ на просьбу Соломона, что всякая молитва, совершённая в Храме, или в сторону Храма будет скорее услышана. Христос — наш храм, обращаясь к Богу, мы должны взирать на Него (толкование Мэтью Генри).
- Фарисей, при всей своей гордости не мог ставить себя выше молитвы и мытарь, при всём своем смирении не мог смотреть на себя как на лишённого права прибегать к молитве (толкование Мэтью Генри).
- Приметь и то, что фарисей не сказал в единственном числе я — не грабитель, не прелюбодей, как прочие. Он не позволил даже просто на словах приложить поносное имя единственно к своему лицу, но употребил сии названия во множественном числе, о прочих (толкование Блаженного Феофилакта Болгарского).
- Его (фарисея) поведение было типичным для самых худших в фарисействе. Вот сохранившаяся запись молитвы одного раввина: Я благодарю Тебя, Господи, Боже мой, что Ты позволил мне принадлежать к тем, кто восседает в Академии, а не к тем, кто сидит на перекрёстках улиц, ибо я встаю рано и они встают рано, я встаю ради слов закона, а они ради суетных дел, я тружусь и они трудятся, я тружусь и получаю награду, а они трудятся и не получают её, я бегу и они бегут, я бегу к жизни мира грядущего, а они в преисподнюю. Имеется письменное доказательство, что равви Джакая сказал как-то: «Если в мире только два праведных человека, то они — я и мой сын, если же в мире всего только 1 праведный, то это — я!» (комментарии Баркли).
- После такой молитвы мытарь пошёл (точнее — сошёл, ср. стих 10) домой оправданным, то есть Бог признал его праведным и дал ему это почувствовать особой радостью сердца, особым чувством умиления и успокоения (Тренч, с. 423), потому что оправдание не есть только акт, совершающийся в Боге, но и переходит на оправданного человека. Мысль об этом оправдании, как совмещающем в себе и признание человека праведным, и усвоение человеком праведности Божией, раскрыта была ещё до написания Евангелия от Луки апостолом Павлом в его Посланиях, и, без сомнения, евангелист Лука, употребляя выражение «оправданный» понимал его так, как его учитель, апостол Павел (Толковая Библия Лопухина).
- Из этой притчи мы, несомненно, узнаём многое о молитве:

- Гордый человек неспособен молиться. Врата небесные столь низки, что войти в них можно только на коленях.
- Человек, презирающий своих братьев, не может молиться.
- Молитва сравнивает нашу жизнь с жизнью Бога (комментарии Баркли).

## Богослужебное употребление
Слова евангельского мытаря стали покаянной христианской молитвой, получившей название «Молитва мытаря».
В богослужении Православной церкви эту притчу читают во время литургии в воскресный день, называемый «Неделей о мытаре и фарисее». Он наступает за три недели (седмицы) до начала Великого поста. С утрени (одной из частей богослужения этих суток, обычно совершаемой в предшествующий субботний вечер) начинается использование Постной Триоди — сборника богослужебных текстов, предназначенных для употребления в течение Великого поста.
В знак того, что жизнь христиан должна иметь в своей основе смирение, образцом которого является смирение Христа, а не гордость, примером которой является мнение о себе фарисея из притчи, устав Церкви отменяет пост в среду и пятницу той седмицы, которая начинается неделей о мытаре и фарисее. Это установление символизирует отказ христианина от мнимой праведности фарисея («… пощусь два раза в неделю…»).
Мотивы притчи в песнопенях Постной Триоди:
Не помолимся фарисейски, братие: ибо возносяй себе смирится. Смирим себе пред Богом, мытарски пощением зовуще: очисти ны Боже, грешныя.
Фарисей тщеславием побеждаемь, и мытарь покаянием приклоняемь, приступиста к Тебе единому Владыце: но ов убо похвалився, лишися благих: ов же ничтоже вещав, сподобися дарований. В сих воздыханиих утверди мя Христе Боже, яко Человеколюбец.
Вседержителю Господи, вем, колико могут слезы: Езекию бо от врат смертных возведоша, грешную от многолетных согрешений избавиша, мытаря же паче фарисеа оправдаша: и молюся, с ними причтав, помилуй мя.
Мытаря и фарисеа различие разумевши душе моя, онаго убо возненавиждь гордынный глас, оваго же ревнуй благоумиленной молитве, и возопий: Боже очисти мя грешнаго, и помилуй мя.

## Галерея
- Фарисей и мытарь (Le pharisien et le publicain). Джеймс Тиссо, 1886—1894
- Молящийся мытарь
- Молящийся фарисей
- Мытарь и фарисей
- Сюжет притчи о мытаре и фарисее. Мытарь. Роспись стены в притворе храма. Валаамский монастырь, Карелия
- Фарисей и мытарь, гравюра из Катехезиса Томаса Кранмера, 4,2 × 4,9 см, Британский музей, Лондон